# Ivar Ulekleiv
Ivar Michal Ulekleiv (* 22. Mai 1966 in Dombås) ist ein ehemaliger norwegischer Biathlet.
Ivar Ulekleiv von Dovre Skiskytterlag startete seit der Saison 1988/89 im Biathlon-Weltcup. Schon in seiner ersten Saison gewann er als 21. eines Sprints in Steinkjer erste Weltcup-Punkte. Bei den Biathlon-Weltmeisterschaften 1991 in Lahti gewann er gemeinsam mit Sverre Istad, Jon Åge Tyldum und Frode Løberg mit der Mannschaft Norwegens hinter Italien die Silbermedaille. Seine besten Saisonen hatte der Norweger 1992/93 und 1993/94, in denen er 41. und 48. der Gesamtwertung wurde. 1993 startete Ulekleiv in Borowez erneut bei Weltmeisterschaften und wurde 21. des Sprints. Er konnte sich auch für die heimischen Olympische Winterspiele 1994 in Lillehammer qualifizieren, wo er 14. des Sprints und mit Ole Einar Bjørndalen, Halvard Hanevold und Jon Åge Tyldum Siebter des Staffelrennens wurde. Kurz vor den Spielen erreichte er mit Rang sieben in einem Sprint in Ruhpolding auch sein bestes Weltcup-Resultat.
Bei nationalen Meisterschaften konnte Ulekleiv zwischen 1987 und 1995 neun Medaillen gewinnen. 1992 gewann er in Skrautvål mit Ola Staxrud, Sylfest Glimsdal und Geir Einang als Vertretung der Region Oppland den Titel mit der Staffel. Ein Jahr später gewann er bei den Meisterschaften in Brumunddal und Hattfjelldal die Goldmedaille im Sprintrennen.

## Weltcup-Platzierungen
Die Tabelle zeigt alle Platzierungen (je nach Austragungsjahr einschließlich Olympische Spiele und Weltmeisterschaften).
- 1.–3. Platz: Anzahl der Podiumsplatzierungen
- Top 10: Anzahl der Platzierungen unter den ersten zehn (einschließlich Podium)
- Punkteränge: Anzahl der Platzierungen innerhalb der Punkteränge (einschließlich Podium und Top 10)
- Starts: Anzahl gelaufener Rennen in der jeweiligen Disziplin
- Staffel: inklusive Mixed-Staffel

| Platzierung                               | Einzel | Sprint | Verfolgung | Massenstart | Team | Staffel | Gesamt |
| ----------------------------------------- | ------ | ------ | ---------- | ----------- | ---- | ------- | ------ |
| 1. Platz                                  |        |        |            |             |      |         |        |
| 2. Platz                                  |        |        |            |             | 1    |         | 1      |
| 3. Platz                                  |        |        |            |             |      |         |        |
| Top 10                                    |        | 1      |            |             | 1    | 2       | 4      |
| Punkteränge                               | 3      | 6      |            |             | 1    | 2       | 12     |
| Starts                                    | 10     | 15     |            |             | 1    | 2       | 28     |
| Stand: Karriereende, Daten nicht komplett |        |        |            |             |      |         |        |